# Kyle Poole

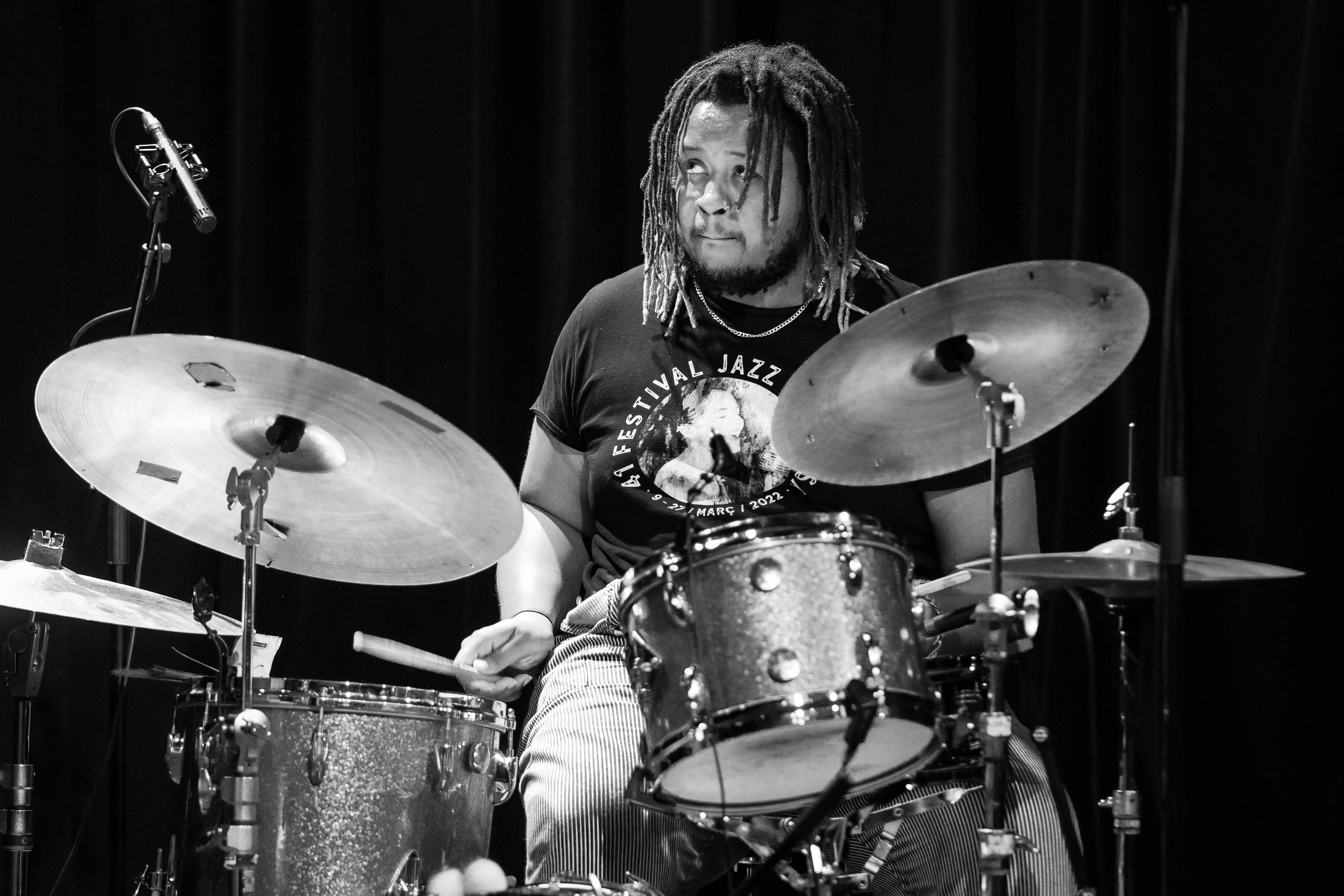
Kyle Poole auf der Bühne in Victoria, Oslo 2024
Foto von Tore Sætre

Kyle Poole (* um 1994 in Los Angeles) ist ein US-amerikanischer Jazzmusiker (Schlagzeug) des Modern Jazz.

## Leben und Wirken
Poole kam 2011 mit 17 Jahren nach New York City, wo er seitdem mit Musikern wie Paul Jeffrey, George Cables, Jeremy Pelt, Mike LeDonne, Peter Bernstein, Frank Lacy, Stacy Dillard und Joel Frahm arbeitete. 2012 war er Semifinalist beim Thelonious-Monk-Wettbewerb. Auch gehörte er der Band von Eric Wyatt an, zu hören auf den Alben Borough of Kings (2013), u. a. mit Duane Eubanks, und Look to the Sky (2016).  Aufnahmen entstanden auch mit Sandy Taylor (Standard Deviation, 2013), Massimo Faraò (Swingin’, 2017) und Mark Kavuma (Kavuma, 2018). 2016 gastierte er mit Wynton Marsalis & The Young Stars of Jazz auf dem Festival Jazz in Marciac.  2019 spielte er im Trio des Saxophonisten Charles Owens und leitete die Band Poole and The Gang, mit der er in New Yorker Jazzclubs wie der The Jazz Gallery auftrat. Zu hören war er außerdem auf Emmet Cohens Alben Future Stride (2021), Uptown in Orbit (2022) und Vibe Provider (2024), ferner auf Alben von Jon Boutellier, Ashley Pezzotti und Veronica Swift. Weiterhin wirkte er bei Isaiah J. Thompsons Vince-Guaraldi-Hommage A Guaraldi Holiday (2023) mit.